# Saint-Martin-d'Ary

Saint-Martin-d'Ary este o comună în departamentul Charente-Maritime, Franța. În 1 ianuarie 2022 avea o populație de 471 de locuitori.